# جيرترود باومستارك
جيرترود باومستارك (بالإنجليزية: Gertrude Baumstark)‏ (من مواليد 21 مايو 1941) ، وهي لاعبة شطرنج رومانية حصلت على لقب "أستاذ دولي في (الشطرنج). وهي الفائزة مرتين ببطولة الشطرنج الرومانية للسيدات (1967 ، 1981).

## حياتها
منذ منتصف الستينيات، كانت جيرترود باومستارك واحدة من أفضل لاعبات الشطرنج في رومانيا. فازت ببطولات الشطرنج الرومانية للمرأة بالميداليات التسع: ذهبيتان (1967 ، 1981) ، وستة فضية (1969 ، 1970 ، 1971 ، 1975 ، 1977 ، 1986) وبرونزية واحدة (1968). شاركت في العديد من بطولات الشطرنج الدولية للنساء، وحققت أفضل النتائج في لوبلان (1969 ، شاركت في المركزين الأول والثاني)، لوبلان (1974 ، المركز الأول) ، سوبوتيكا (1974 ، المركز 2 - 3) المكان)،. في عام 1970 ، حصلت على لقب "أستاذ دولي في (الشطرنج).
شاركت جيرترود باومستارك أربع مرات في بطولات الشطرنج العالمية للنساء:
- في 1971، في بطولة انترونال في أوخريد (حصلت على المركز 16-17).[4]
- في 1973، في بطولة انترونال في منورقة (حصلت على المركز 12)[5]
- في 1976، في بطولة انترونال في تبليسي (حصلت على المركز 7-8)[6]
- في 1979، في بطولة انترونال في أليكانتي (حصلت على المركز 9-10)[7]

لعبت جيرترود باومستارك في رومانيا في أولمبياد الشطرنج للسيدات:
- في 1969، حصلت على المركز الثاني في أولمبياد الشطرنج للنساء الدورة الرابعة في لوبلين (+2، =2، -4).
- في 1972، حصلت على المركز الخامس أولمبياد الشطرنج 1972 في إسكوبية (+2، =2، -1).
- في 1974، حصلت على المركز الثاني في أولمبياد الشطرنج للنساء الدورة السادسة في ميديلين (+7، =4، -2).
- في 1978،حصلت على المركز الثاني في أولمبياد الشطرنج 1978 في بوينس آيرس (+8، =4، -1).
- في 1980، حصلت على المركز الثاني في أولمبياد الشطرنج للنساء الدورة التاسعة في فاليتا (+2، =1، -2).

## وصلات خارجية
- جيرترود باومستارك على موقع الاتحاد الدولي للشطرنج (الإنجليزية)
- جيرترود باومستارك على موقع مباريات الشطرنج (الإنجليزية)
- جيرترود باومستارك على موقع 365Chess.com (الإنجليزية)
- جيرترود باومستارك على موقع Chesstempo.com (الإنجليزية)
- جيرترود باومستارك سجل أولمبياد الشطرنج للسيدات على موقع OlimpBase.org (الإنجليزية)
- Gertrude Baumstark chess games at 365Chess.com